# سپر مالیاتی
سِپَر مالیاتی (به انگلیسی:tax shield) کسر/کاهش مالیات بر درآمد است که از کسر مجاز از درآمد مشمول مالیات حاصل می‌شود. به عنوان مثال، از آنجایی که سود بدهی یک هزینه قابل کسر مالیاتی است، گرفتن بدهی یک سپر مالیاتی ایجاد می‌کند. از آنجایی که سپر مالیاتی راهی برای صرفه جویی در جریان‌های نقدی است، ارزش کسب و کار را افزایش می‌دهد و جنبه مهمی از ارزش گذاری واحد تجاری و کسب و کار است.